# فرودگاه شهری اورموند بیچ
فرودگاه شهری اورموند بیچ (به انگلیسی: Ormond Beach Municipal Airport) یک فرودگاه است. این فرودگاه در کشور ایالات متحده آمریکا قرار دارد.